# 七里ヶ浜

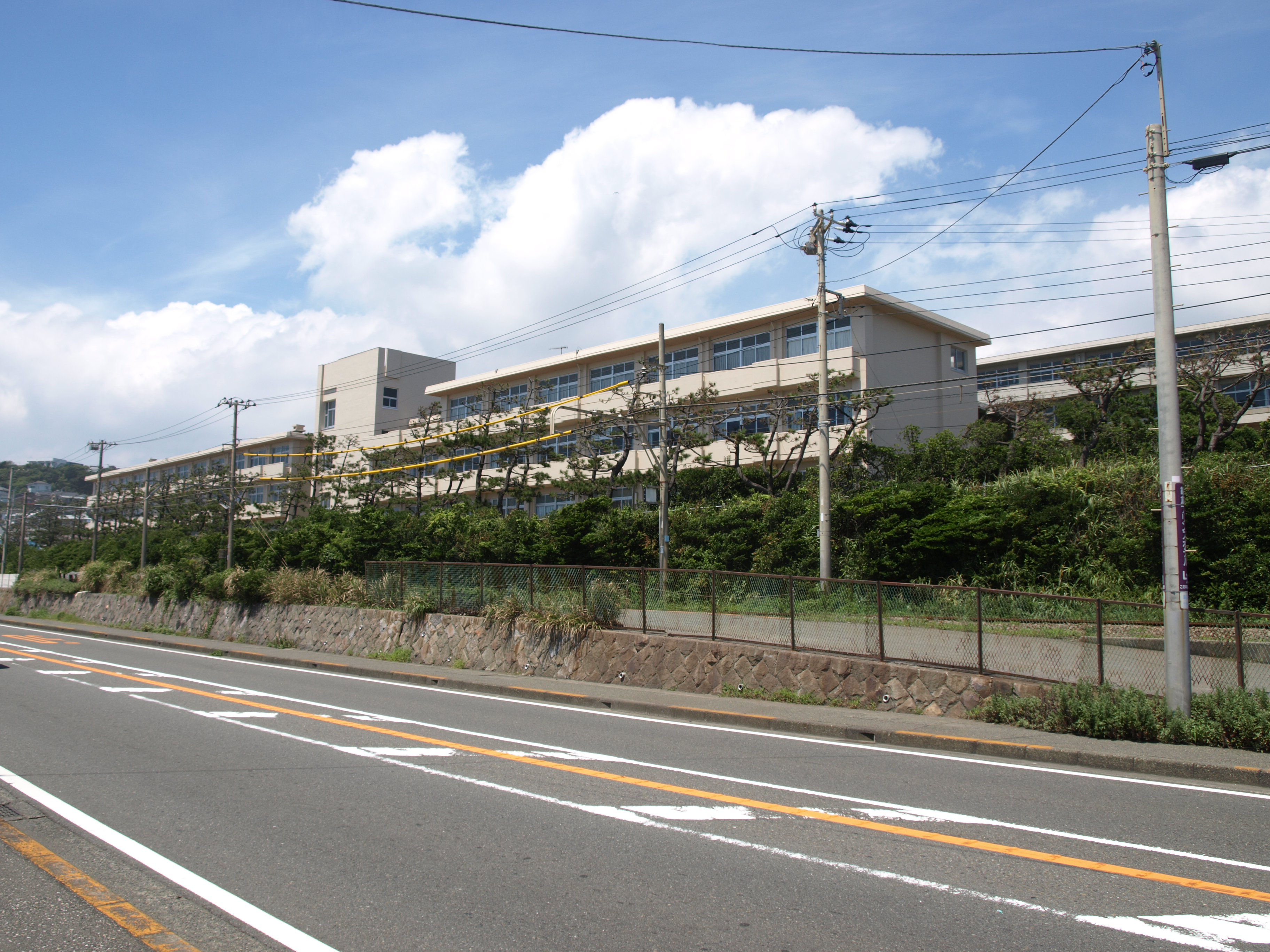
神奈川県立七里ガ浜高等学校

七里ヶ浜（しちりがはま）は、神奈川県鎌倉市南西部にある相模湾に面した2.9kmほどの浜で、稲村ヶ崎と小動岬の間にある。日本の渚100選の一つで鎌倉市の町名でもある。現行行政地名は七里ガ浜一丁目及び二丁目並びに七里ガ浜東一丁目から七里ガ浜東五丁目。住居表示は実施済み区域だが、七里ガ浜東三丁目の一部のみ未実施区域。

## 地理
- 地名の由来は、「稲村ヶ崎と小動岬の間が7里（鎌倉時代、関東地方では6町を1里としていた。）あるからである」がこれまでの一般的な説であったが[8]、この｢関東里｣を用いても、稲村ヶ崎と小動岬との間は7里に満たない。近年に「これは鶴岡八幡宮と腰越の間の距離であり、『浜七里』と呼んだ」とする説が出された。密教の｢七里結界｣に基づくもので、裏鬼門（南西）方向に7里の腰越までが浜七里だという。そして、鶴岡八幡宮の鬼門（北東）方向に野七里という地名が現存する（横浜市栄区)。八幡宮からこの野七里までの直線距離は、関東里の7里に満たない。また、間に険阻な丘陵がある。朝比奈切通しを経由すると若干遠回りになる。
- 背後に三浦丘陵の第三紀層の海食崖を背負い、狭い砂浜海岸に見えるが、いわゆる遠浅の海岸ではなく、海底には海食台が発達する。そのために複雑な波が立ち、サーフィンは適するが海水浴は適さず、港湾設置も困難である。
- 中央部に行合川・辷川、東部に音無川・極楽寺川の細流が流入する。極楽寺川河口部付近の砂浜には砂の色が黒い部分があり、砂鉄が採集できる。
- 温和な海洋性気候と風光明媚な景観に恵まれ、保養地として東部には別荘、西部には結核療養所が建ち並び、中央部の行合川の谷には水田や牧場が残っていた。1960年代から丘陵斜面の宅地開発により、戸建て住宅が増加した。1980年代から中層の集合住宅も見られる。
- 3km弱の海岸線に2校の県立高校が建ち、住宅地開発によって公立小学校も建ったが、公立中学校はないため、住宅地としては成熟段階に至っていない。
- 海岸線に平行して江ノ島電鉄線と国道134号が走り、外部へのアクセスはほぼこれらに限られる。江ノ島電鉄線は単線運転で最大4両編成の車両が14分間隔で運行し、運賃も他の私鉄に比較して高い。また、国道134号も海側には歩道のない1車線道路であるため、しばしば渋滞が発生する。

### 地価
住宅地の地価は、2023年（令和5年）1月1日の公示地価によれば、七里ガ浜2-9-18の地点で34万9000円/m2となっている。

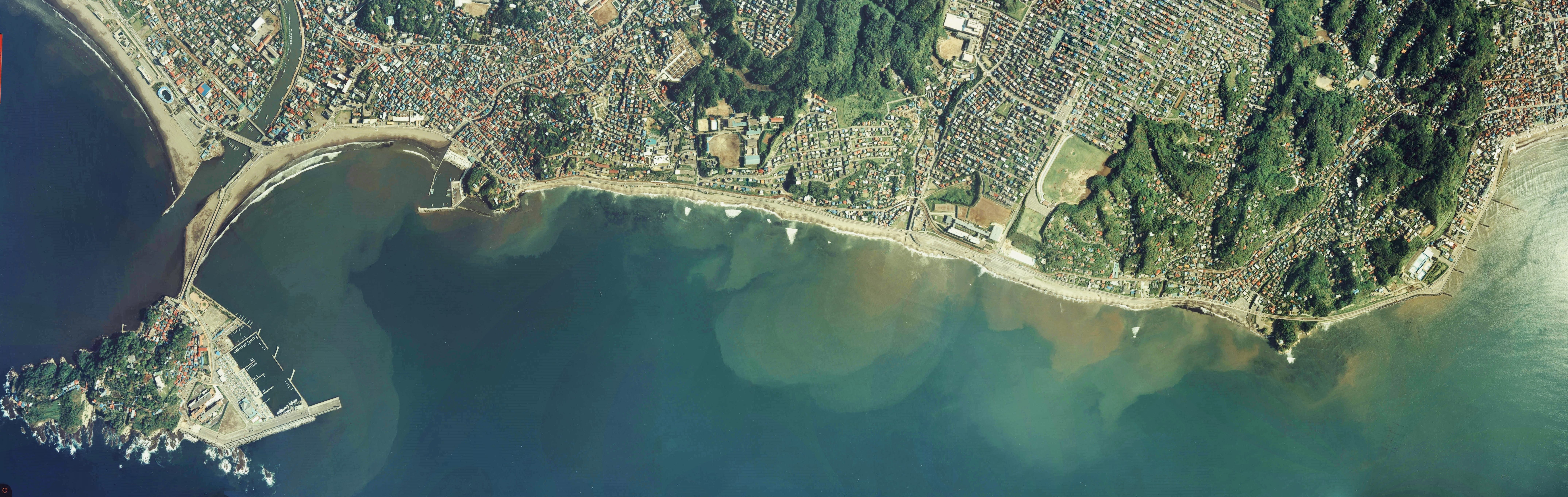
七里ヶ浜の空中写真。（1983年撮影の5枚より合成作成）。

## 歴史

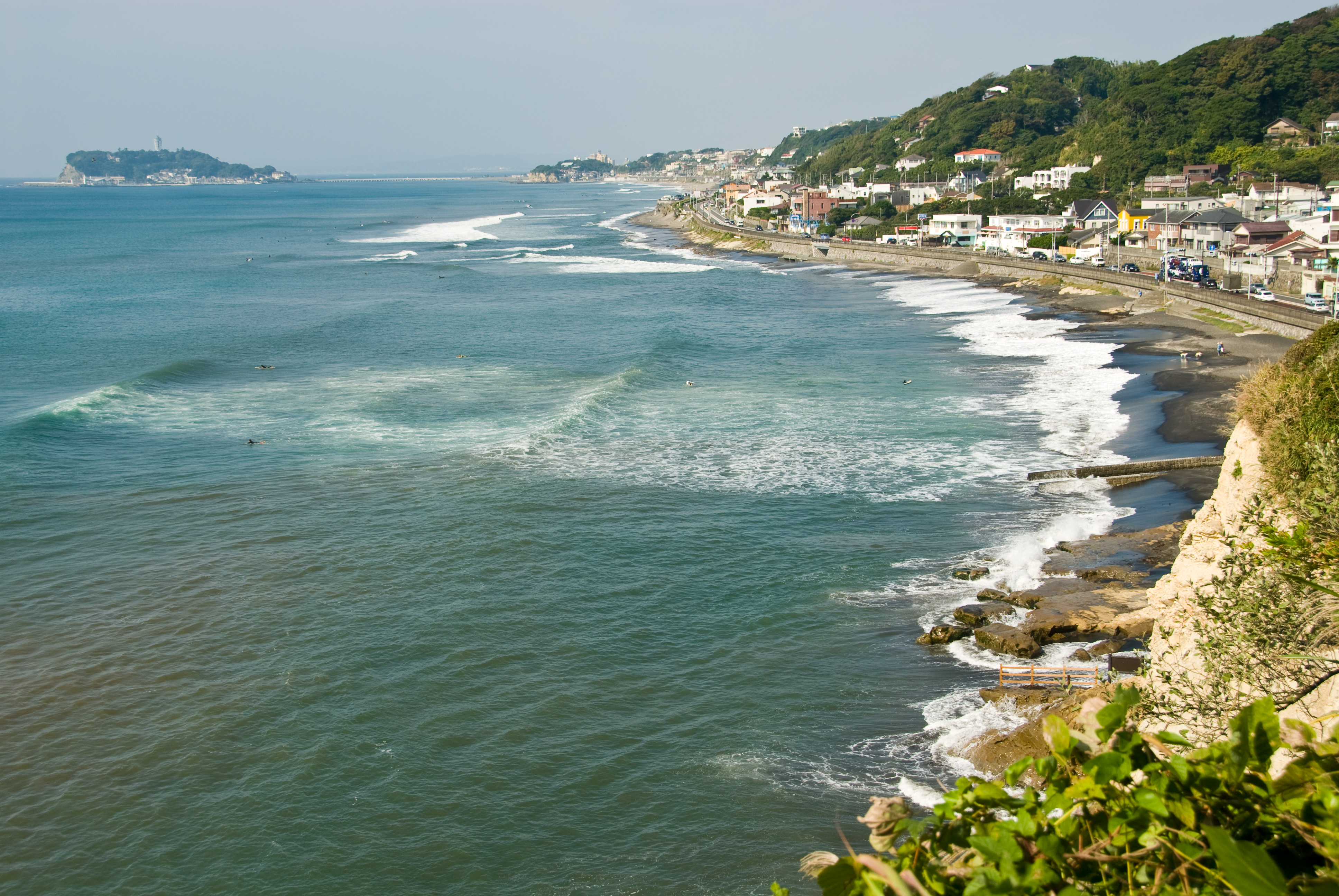
稲村ヶ崎から見た七里ヶ浜

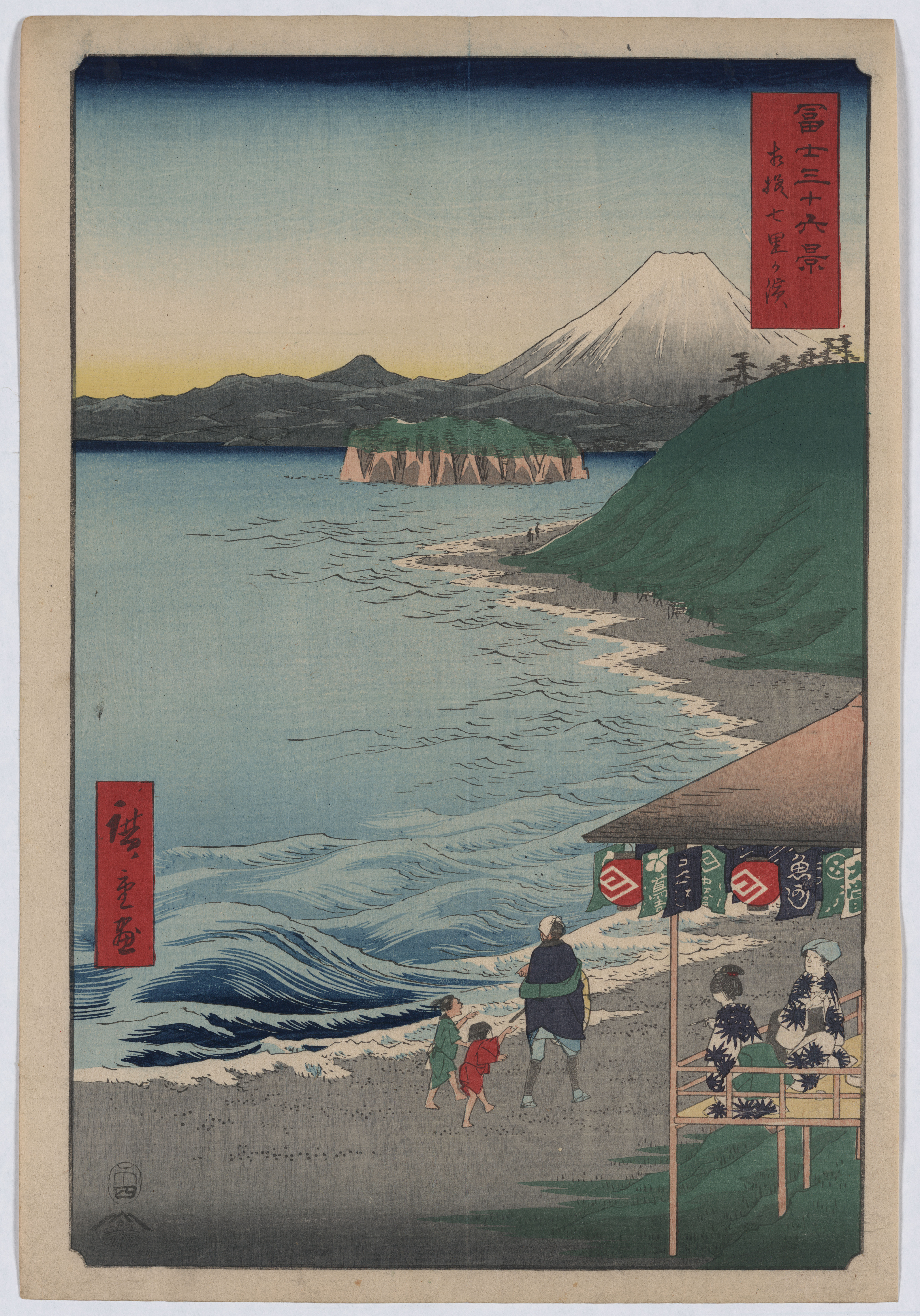
新旧対比。歌川広重『富士三十六景』より

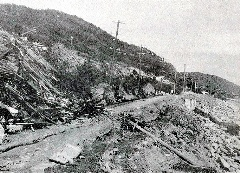
関東大震災の津波被害の七里ヶ浜

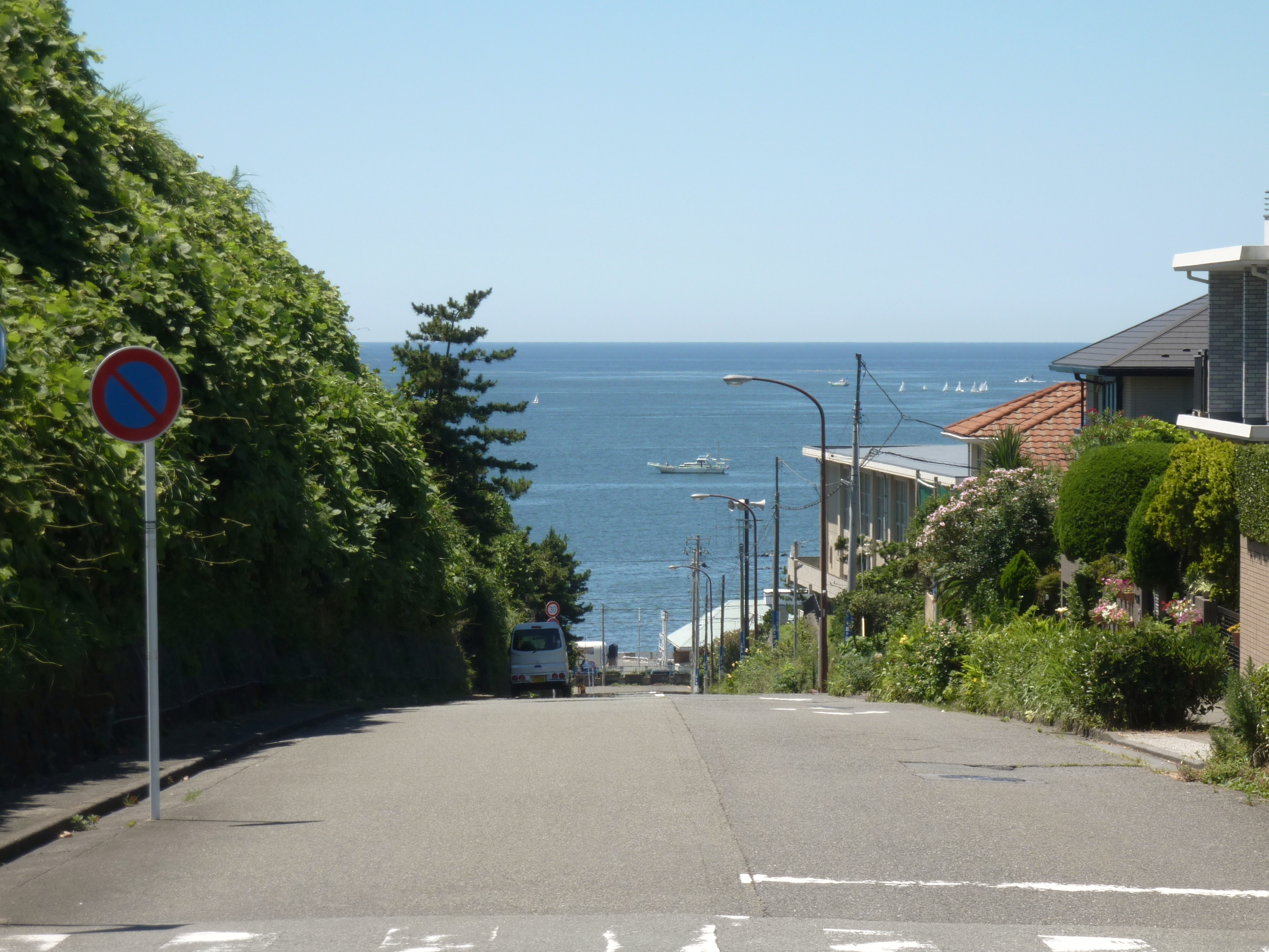
七高坂

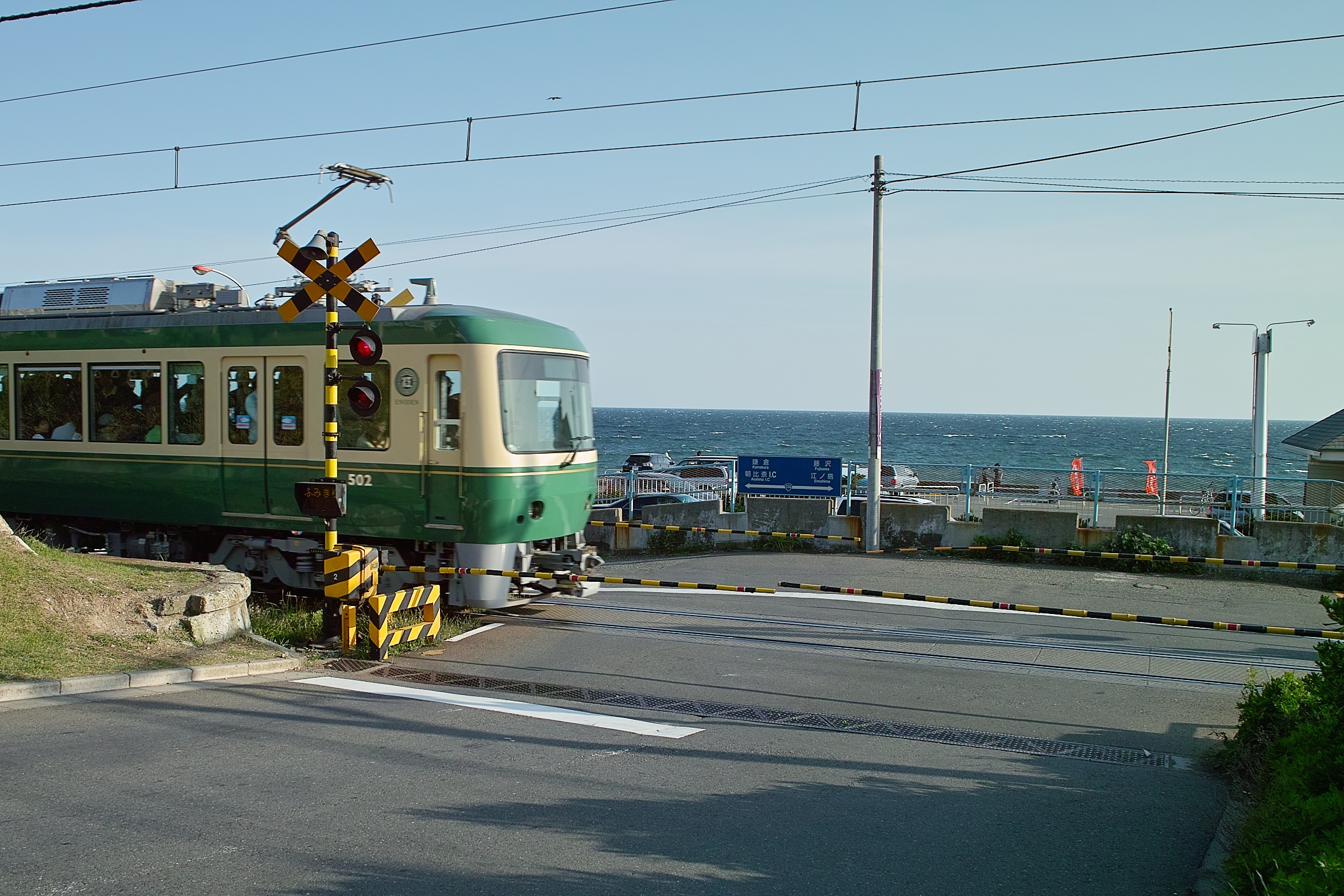
七里ヶ浜に沿って走る江ノ電（稲村ヶ崎駅・七里ヶ浜駅間の踏切）

- かつては、海食崖に直接波が打ち寄せる険阻な地形のため、交通は困難であった。奈良〜平安時代の鎌倉には、現在の鎌倉駅西方に鎌倉郡衙（ぐんが）が置かれており、源頼義や鎌倉景正らの武将も居住していたが、上方（かみがた）や相模国衙との連絡には主に大仏坂や化粧（けわい）坂が用いられ、最短ルートの七里ヶ浜は余り用いられなかったと思われる。
- 鎌倉幕府が開かれると、忍性により極楽寺の再興と共に極楽寺坂切通しが整備され、上方と結ぶ重要なルートとなった。
- 文永8年（1271年） - 日蓮龍口（たつのくち）法難の際に、事件を伝える使者と赦免を伝える使者が七里ヶ浜中央部で行き違い、そこを流れる河川の名を行合川と名付けたという言い伝えがある。
- 元弘3年 / 正慶2年（1333年） - 鎌倉攻めの新田義貞軍が稲村ヶ崎の断崖の海岸伝いに鎌倉へ突入、この奇襲攻撃が功を奏して鎌倉幕府の滅亡に繋がったという言い伝えは余りにも有名である。
- 応永16年（1409年）7月22日 - 義貞の孫の新田貞方が、侍所千葉兼胤に捕らわれ、七里ヶ浜で嫡子の貞邦と共に斬られる。
- 明応7年8月25日（1498年9月11日） - 明応地震による大津波が来襲。大仏殿（高徳院）流失の記録があるので、七里ヶ浜の損害も大きかったと思われる。
- 元禄16年11月23日（1703年12月31日） - 元禄地震による大津波が来襲。大仏殿が流失している。
- 江戸時代には江の島と鎌倉を結ぶ観光ルートとなり、観光客を相手とする茶店などが稲村ガ崎付近に立地し、七里ヶ浜から江の島・富士山を望む光景は浮世絵などにも多く描かれるようになった。
- 文久2年（1862年） - 歌舞伎青砥稿花紅彩画初演。弁天小僧菊之助の台詞に「浜の真砂と五右衛門が、歌に残した盗っ人の、種は尽きねえ七里ヶ浜」とあり、七里ヶ浜の地名が江戸庶民に広く知られていたことが想像できる。
- 幕末、外国船が日本近海に出没するようになると、西端の小動（こゆるぎ）岬に八王子遠見番所、東端の稲村ヶ崎にも台場が設置され、川越藩・長州藩が防衛にあたった。
- 1879年（明治12年） - 医学者エルヴィン・フォン・ベルツが七里ヶ浜を保養適地として紹介した。
- 1899年 - 中村春次郎博士が腰越に恵風園療養所を開設した。
- 1903年6月20日 - 江之島電気鉄道の 片瀬 - 行合橋間延伸。腰越浜上、袂ヶ浦、日坂、谷沢、七里ヶ浜、峰ヶ原、田辺、行合橋各停留所、開設
- 1903年7月17日 - 江之島電気鉄道の 行合橋 - 追揚間延伸。追揚停留所、開設
- 1904年4月1日 - 江之島電気鉄道の 追揚 - 極楽寺間延伸。姥ヶ谷、音無橋、稲村ヶ崎各停留所、開設。
- 1910年1月23日 - 七里ヶ浜沖で逗子開成中学ボート遭難事故が起きた。
- 1910年 - 鈴木孝之助医学博士が日坂に鈴木療養所を開設した。
- 1912年（大正元年）9月 - コッホ博士記念碑、霊仙山頂に建立。
- 1915年9月17日 - 江ノ電停車場改称。田辺を行合に、行合橋を大境に。
- 1918年6月24日 - 江ノ電停車場改称。袂ヶ浦を恵風園前に。
- 1923年9月1日 - 沖合を震源とするM7.9の大正関東地震による大津波が押し寄せる。海底地形のためか被害程度は場所によって差がある。復旧直後に江ノ電に乗車した人の記憶によれば、現在の七里ガ浜高等学校付近では、丘陵斜面の松林に引っ掛かった海藻が江ノ電の車窓から見上げられるほどだったという。
- 1925年7月16日 - 江ノ電、腰越、稲村ヶ崎に待避線新設。
- 1928年（昭和3年） - 県道片瀬鎌倉線（後の国道134号）の開削工事が行われ稲村ヶ崎の丘陵が分断されて切り通しが開かれた。
- 1929年11月30日 - 聖母訪問会が日坂上に財団法人聖テレジア七里ヶ浜療養所を開設した。
- 1929年 - 江ノ電停車場改称。腰越浜上を小動に。
- 1932年7月10日 - 江ノ電の廃車をバンガローにした七里ヶ浜キャンプ場開設。
- 1932年 - ロシアから亡命したプリマバレリーナ、エリアナ・パヴロワ（後に日本に帰化）が七里ガ浜にバレエスクールを開設した。
- 1934年3月13日 - 稲村ヶ崎（新田義貞徒渉伝説地）（いなむらがさき（にったよしさだとしょうでんせつち））が国の史跡に指定される。
- 1935年 - 江ノ電、大境、追揚間にキャンプ場前臨時停車場開設。
- 1939年11月3日 - 鎌倉郡鎌倉町と腰越町が合併、鎌倉市となる[10]。
- 1944年6月30日 - 江ノ電、キャンプ場前臨時停車場を廃止。
- 1944年11月18日 - 江ノ電、小動、恵風園前、七里ヶ浜、行合、大境、追揚、姥ヶ谷各停車場を廃止。峰ヶ原、旧行合間に新七里ヶ浜停車場開設。
- 1945年4月28日 - 江ノ電、峰ヶ原停車場を廃止。
- 1949年6月11日 - 藤沢駅〜七里ヶ浜〜鎌倉駅間のバス路線、神奈川中央交通から江ノ島電気鉄道に譲渡。
- 1951年6月7日 - 七里ヶ浜在住の哲学者西田幾太郎博士の記念歌碑が建立された。
- 1952年 - 神奈川県立鎌倉高等学校が御成小中学校との併設校舎から現在地に移転し、翌年江ノ電の交換駅だった日坂駅が鎌倉高校前駅に改称、峰ヶ原信号場が新設された。神奈川県道横須賀大磯線（湘南道路）が二級国道134号に指定されたが、鎌倉部分が有料化されたため、1975年まで七里ヶ浜に料金所が設けられた。
- 1957年 - 七里ヶ浜ホテル開業、テント村50戸開業。
- 1960年代になると鎌倉周辺の大型宅地造成が活発化し、田辺地区の丘陵中腹に西武七里ヶ浜住宅地が開発された。その残土が開発業者により砂浜に不法投棄され、その始末のため砂浜の一部が条件付き（恒久的な建築物は不可）で払い下げられ、大型駐車場が建設された。かつての結核療養所は次々に一般病院に移行した。渚では、サーフィンやウィンドサーフィンを楽しむ若者の姿が見られるようになった。
- 1961年 - 鈴木療養所、創立50周年を機に鈴木病院と改称。
- 1963年6月29日 - 七里ヶ浜海水プール開業。
- 1963年 - 七里ヶ浜ゴルフ練習場開業（96打席）。
- 1964年5月17日 - 「ボート遭難の碑」建立。
- 1965年4月1日 - 二級国道134号横須賀大磯線、一般国道134号となる[11]。
- 1966年9月1日 - 腰越一〜五丁目で住居表示実施[12]。
- 1966年  西武七里ヶ浜住宅地分譲開始。
- 1969年2月1日 - 極楽寺一〜四丁目・稲村ガ崎一〜五丁目で住居表示実施[13]。
- 1969年4月20日 - 七里ガ浜東一〜四丁目で住居表示実施[14]。
- 1972年1月10日 - 七里ガ浜東五丁目・七里ガ浜一、二丁目で住居表示実施[15]。
- 1975年3月1日 - 湘南道路鎌倉区間を無料開放[16]。
- 1975年6月8日 - 暴走族600人が七里ヶ浜で乱闘（毎日新聞報道）。
- 1976年4月1日 - 鎌倉市立七里ガ浜小学校が開校。神奈川県立七里ガ浜高等学校が鎌倉高等学校内に開校して翌年に現在地の七里ヶ浜ホテル跡地へ移転した。日本テレビ系連続ドラマ『俺たちの朝』がヒットして「七里ヶ浜ブーム」となり、呼応して国道沿いにレストランなどが続々と開業した。
- 1976年4月30日 - 江ノ電バスが藤沢駅 - 七里ヶ浜東台 - 藤沢駅を運行開始。
- 1980年代以降、七里ヶ浜周辺を舞台にした映画、テレビドラマ、コミック作品やゲームソフト、プロモーションビデオ、カラオケの背景、CMフィルムが続々と発表されるようになった。また、大型の集合住宅なども建つようになった。しかし、丘陵斜面に立地するものが多いため、交通の面が大きなネックであり、成熟した買い回り品商店街がほとんど見られないため、住宅地としては数々の問題点を抱えている。
- 1983年11月 - 霊仙山頂にあったコッホ博士記念碑を稲村ガ崎に移設。
- 1986年 - 鎌倉パブロバ記念館が開館。
- 1995年（平成7年）7月22日 - 鎌倉プリンスホテル開業（98室）。
- 1996年 - 鎌倉パブロバ記念館が閉館。
- 1996年 - 七里ヶ浜海岸、日本の渚百選に選定される。
- 1997年4月16日 - 江ノ島電鉄線七里ヶ浜駅、新駅舎竣工。
- 1997年10月14日 - 江ノ島電鉄線鎌倉高校前駅が関東の駅百選に選定される。
- 2001年10月6日 - 鎌倉市・江ノ島電鉄、「七里ガ浜パーク&レールライドフリーパス」発売開始。

### 町名の変遷
| 実施後           | 実施年月日    | 実施前（各字名ともその一部）                                                                       |
| ---------------- | ------------- | -------------------------------------------------------------------------------------------------- |
| 七里ガ浜東一丁目 | 1969年4月20日 | 大字腰越字藤古、大字津字藤古谷                                                                     |
| 七里ガ浜東二丁目 | 1969年4月20日 | 大字腰越字矢口・字中山・字藤古・字田辺広町・字広町、大字津字藤古谷                                 |
| 七里ガ浜東三丁目 | 1969年4月20日 | 大字腰越字矢口・字藤古、大字津字大野・字藤古谷・字矢入、大字極楽寺字一ノ谷                         |
| 七里ガ浜東四丁目 | 1969年4月20日 | 大字腰越字矢口・字藤古・字田辺広町・字七回り・字矢入、大字津字田辺広町・字田辺谷・字東ノ谷・字大野 |
| 七里ガ浜東五丁目 | 1972年1月10日 | 大字腰越、大字津                                                                                   |
| 七里ガ浜一丁目   | 1972年1月10日 | 大字腰越、大字津                                                                                   |
| 七里ガ浜二丁目   | 1972年1月10日 | 大字腰越、大字津                                                                                   |

## 七里ガ浜

### 世帯数と人口
2023年（令和5年）9月1日現在（鎌倉市発表）の世帯数と人口は以下の通りである。
| 丁目           | 世帯数  | 人口    |
| -------------- | ------- | ------- |
| 七里ガ浜一丁目 | 435世帯 | 934人   |
| 七里ガ浜二丁目 | 369世帯 | 839人   |
| 計             | 804世帯 | 1,773人 |

#### 人口の変遷
国勢調査による人口の推移。
| 年                 | 人口  |
| ------------------ | ----- |
| 1995年（平成7年）  | 1,978 |
| 2000年（平成12年） | 2,101 |
| 2005年（平成17年） | 2,121 |
| 2010年（平成22年） | 2,095 |
| 2015年（平成27年） | 1,954 |
| 2020年（令和2年）  | 1,847 |

#### 世帯数の変遷
国勢調査による世帯数の推移。
| 年                 | 世帯数 |
| ------------------ | ------ |
| 1995年（平成7年）  | 697    |
| 2000年（平成12年） | 784    |
| 2005年（平成17年） | 818    |
| 2010年（平成22年） | 842    |
| 2015年（平成27年） | 805    |
| 2020年（令和2年）  | 827    |

### 事業所
2021年（令和3年）現在の経済センサス調査による事業所数と従業員数は以下の通りである。
| 丁目           | 事業所数 | 従業員数 |
| -------------- | -------- | -------- |
| 七里ガ浜一丁目 | 43事業所 | 319人    |
| 七里ガ浜二丁目 | 19事業所 | 124人    |
| 計             | 62事業所 | 443人    |

#### 事業者数の変遷
経済センサスによる事業所数の推移。
| 年                 | 事業者数 |
| ------------------ | -------- |
| 2016年（平成28年） | 52       |
| 2021年（令和3年）  | 62       |

#### 従業員数の変遷
経済センサスによる従業員数の推移。
| 年                 | 従業員数 |
| ------------------ | -------- |
| 2016年（平成28年） | 313      |
| 2021年（令和3年）  | 443      |

## 七里ガ浜東

### 世帯数と人口
2023年（令和5年）9月1日現在（鎌倉市発表）の世帯数と人口は以下の通りである。
| 丁目             | 世帯数    | 人口    |
| ---------------- | --------- | ------- |
| 七里ガ浜東一丁目 | 11世帯    | 25人    |
| 七里ガ浜東二丁目 | 469世帯   | 1,068人 |
| 七里ガ浜東三丁目 | 484世帯   | 1,141人 |
| 七里ガ浜東四丁目 | 503世帯   | 1,148人 |
| 七里ガ浜東五丁目 | 271世帯   | 630人   |
| 計               | 1,738世帯 | 4,012人 |

#### 人口の変遷
国勢調査による人口の推移。
| 年                 | 人口  |
| ------------------ | ----- |
| 1995年（平成7年）  | 4,237 |
| 2000年（平成12年） | 4,299 |
| 2005年（平成17年） | 4,229 |
| 2010年（平成22年） | 4,277 |
| 2015年（平成27年） | 4,213 |
| 2020年（令和2年）  | 4,156 |

#### 世帯数の変遷
国勢調査による世帯数の推移。
| 年                 | 世帯数 |
| ------------------ | ------ |
| 1995年（平成7年）  | 1,443  |
| 2000年（平成12年） | 1,576  |
| 2005年（平成17年） | 1,620  |
| 2010年（平成22年） | 1,712  |
| 2015年（平成27年） | 1,689  |
| 2020年（令和2年）  | 1,739  |

### 事業所
2021年（令和3年）現在の経済センサス調査による事業所数と従業員数は以下の通りである。
| 丁目             | 事業所数  | 従業員数 |
| ---------------- | --------- | -------- |
| 七里ガ浜東一丁目 | 11事業所  | 260人    |
| 七里ガ浜東二丁目 | 41事業所  | 235人    |
| 七里ガ浜東三丁目 | 27事業所  | 141人    |
| 七里ガ浜東四丁目 | 33事業所  | 129人    |
| 七里ガ浜東五丁目 | 15事業所  | 71人     |
| 計               | 127事業所 | 836人    |

#### 事業者数の変遷
経済センサスによる事業所数の推移。
| 年                 | 事業者数 |
| ------------------ | -------- |
| 2016年（平成28年） | 100      |
| 2021年（令和3年）  | 127      |

#### 従業員数の変遷
経済センサスによる従業員数の推移。
| 年                 | 従業員数 |
| ------------------ | -------- |
| 2016年（平成28年） | 601      |
| 2021年（令和3年）  | 836      |

## 学区
市立小・中学校に通う場合、学区は以下の通りとなる（2019年8月時点）。
| 丁目             | 番地 | 小学校                 | 中学校             |
| ---------------- | ---- | ---------------------- | ------------------ |
| 七里ガ浜一丁目   | 全域 | 鎌倉市立七里ガ浜小学校 | 鎌倉市立腰越中学校 |
| 七里ガ浜二丁目   | 全域 | 鎌倉市立七里ガ浜小学校 | 鎌倉市立腰越中学校 |
| 七里ガ浜東一丁目 | 全域 | 鎌倉市立七里ガ浜小学校 | 鎌倉市立腰越中学校 |
| 七里ガ浜東二丁目 | 全域 | 鎌倉市立七里ガ浜小学校 | 鎌倉市立腰越中学校 |
| 七里ガ浜東三丁目 | 全域 | 鎌倉市立七里ガ浜小学校 | 鎌倉市立腰越中学校 |
| 七里ガ浜東四丁目 | 全域 | 鎌倉市立七里ガ浜小学校 | 鎌倉市立腰越中学校 |
| 七里ガ浜東五丁目 | 全域 | 鎌倉市立七里ガ浜小学校 | 鎌倉市立腰越中学校 |

## 交通

### 鉄道
- 江ノ島電鉄 江ノ島電鉄線
  - 七里ヶ浜駅

### 道路
- 国道134号

## 名所・旧跡・観光スポット・祭事・催事
- 稲村ヶ崎古戦場（国の史跡）

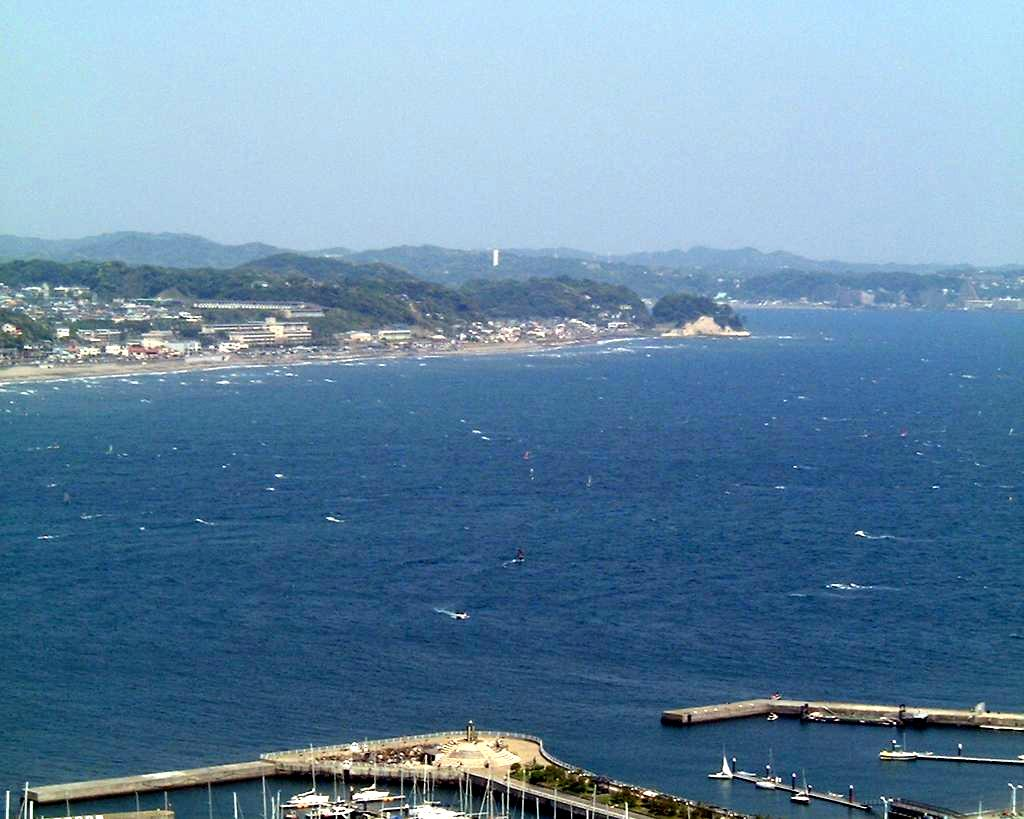
江の島展望灯台から見た七里ヶ浜（左）〜稲村ヶ崎（中央右）

  - ボート遭難碑（作：菅沼五郎・書：朝比奈宗源）
  - コッホ博士記念碑
    - 別碑（移転解説 撰：澤壽郎・書：小島寅雄）

  - 明治天皇御製歌碑（書：岡田啓介）
  - 鎌倉文学館による文学案内板
- 西田幾太郎博士（哲学者）の記念碑（作：坂倉準三・撰：鈴木大拙・書：朝比奈宗源）
- 鎌倉プリンスホテル
- 龍王山霊光寺 （田辺ヶ池 日蓮雨乞い伝説）
- 鎌倉パブロバ記念館（日本バレエ発祥の地）※閉鎖
- 鎌倉山顕証寺

## ゆかりの著名人
- 青木淳一 - 稲村ガ崎に居住 生物学者
- 有島生馬 - 稲村ガ崎に居住
- 石塚友二 - 稲村ガ崎に居住
- 伊藤正道 - 稲村ガ崎に居住
- 井上馨 - 稲村ヶ崎に別荘を所有
- 菊地信義 - 腰越に居住
- 桑田佳祐 - 1990年東宝映画 『稲村ジェーン』を初監督
- ロベルト・コッホ - 1910年、弟子の北里柴三郎と鎌倉を訪れた。稲村ガ崎に記念碑がある。
- 小牧近江 - 稲村ガ崎に居住
- 相馬黒光 - 稲村ヶ崎に別荘を所有
- 太宰治 - 1930年小動岬で心中を図り、恵風園に担ぎ込まれる
- 田中英光 - 父の代から稲村ヶ崎に別荘を所有
- 田村隆一 - 稲村ガ崎に居住
- 直木三十五 - 稲村ガ崎に居住
- 長洲一二 - 稲村ガ崎に居住
- 西田幾太郎 - 稲村ガ崎姥ヶ谷に居住 記念歌碑がある
- 新田義貞 - 1333年 鎌倉攻めで稲村ヶ崎の断崖の海岸伝いに鎌倉へ突入
- 昇曙夢 - 稲村ガ崎に居住
- エリアナ・パヴロワ - 1932年 七里ガ浜にバレエスクールを建設
- 三好達治 - 稲村ガ崎に居住
- 山本道子 (作家) - 稲村ガ崎に居住

## その他

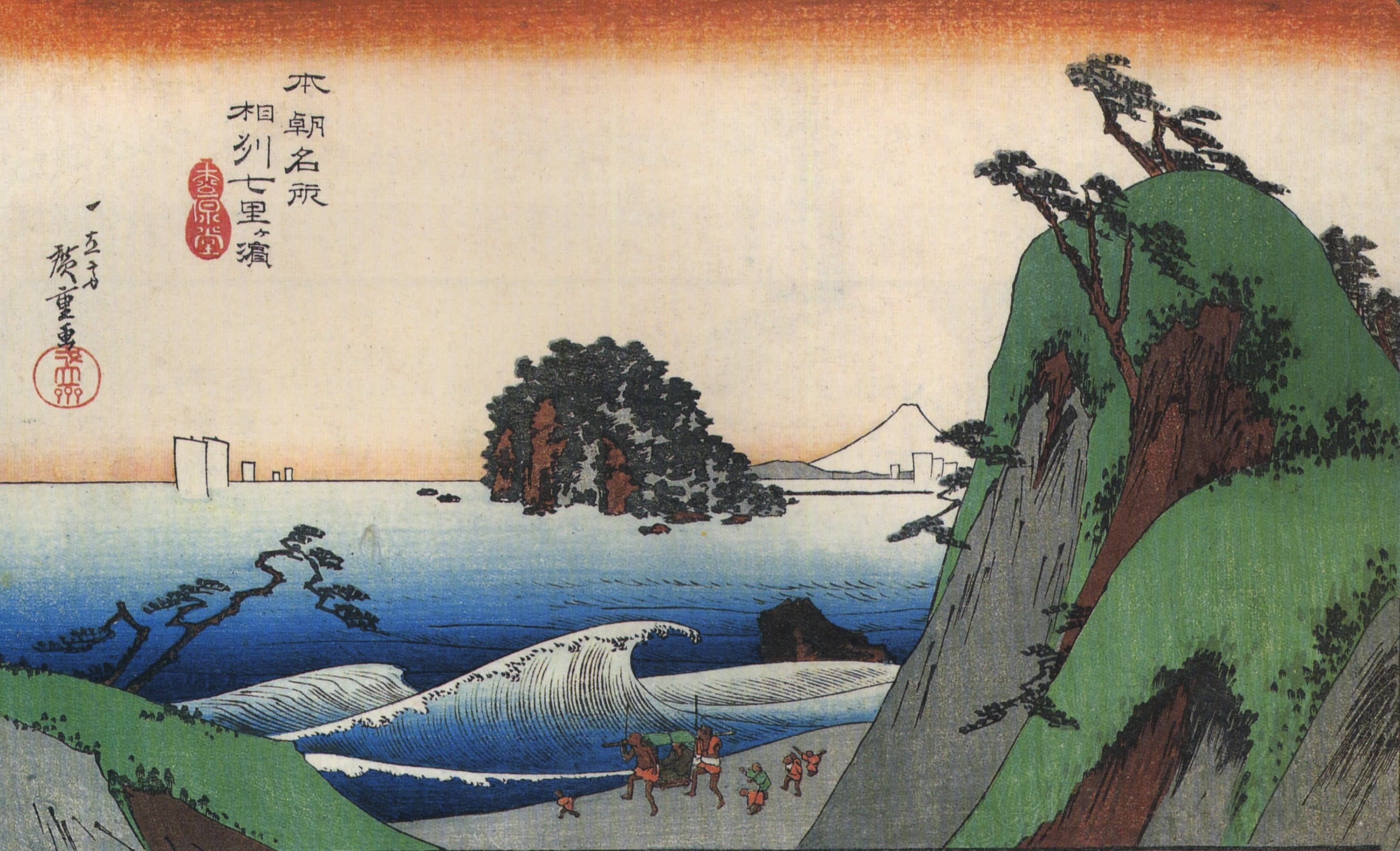
歌川広重「本朝名所・相州七里ヶ浜」

- 湘南海岸の一部として認識されることも多く、特にサーフィンのスポットとして有名である。
- かつては稲村ヶ崎海水浴場も開かれていたが、海岸侵食などの影響により、現在では全面遊泳禁止である。
- 海岸名や駅名、ゴルフ場名などは「七里ヶ浜」の表記だが、町名や学校名、郵便局名などは「七里ガ浜」と表記する。これは、1964年度からの鎌倉市住居表示改定以来、ヶ→ガに統一されたことによる。

## 登場作品
- 文芸
  - 太宰治『道化の華』（1935年）
  - 川端康成『日も月も』（1955年）
  - 宮内寒弥『七里ヶ浜－或る運命』（1977年）
  - 白浜研一郎『七里ヶ浜パヴロバ館 』（1986年）
  - 斎藤栄『犬猫先生探偵記』（1987年）
  - 渡辺幸弓歌集『白木蓮』（1994年）
  - 佐藤多佳子『黄色い目の魚』（2002年）
  - 坂入美智子歌集『七里ヶ浜残照』（2005年）
  - 豊田和真『キャッチ ア ウェーブ』（2006年）
  - 羽生槙子詩集『江ﾉ島電鉄 鎌倉高校前の海』（2006年）
  - 鴨志田一『青春ブタ野郎はバニーガール先輩の夢を見ない』シリーズ（2014年-）
- 映像
  - 松竹映画 佐々木康『真白き富士の根』（1935年）
  - 松竹映画 小津安二郎『晩春』（1949年）
  - 松竹映画 小津安二郎『麦秋』（1951年）
  - 大映映画 森永健次郎『真白き富士の嶺』（1954年）
  - 東宝映画 黒澤明『天国と地獄』（1963年）
  - 松竹映画 中村登『日も月も』（1969年）
  - 日本テレビ系『おれは男だ!』（1972年）
  - 日本テレビ系『俺たちの朝』（1976年）
  - 東宝映画 黒木和雄『夕暮まで』（1980年）
  - フジテレビ系『青い瞳の聖ライフ』（1984年）
  - 角川映画 澤井信一郎『早春物語』（1985年）
  - TBS系『早春物語』（1986年）
  - フジテレビ系『季節はずれの海岸物語』（1988年）
  - 東宝映画 桑田佳祐『稲村ジェーン』（1990年）
  - 松竹映画 山田洋次『男はつらいよ 拝啓車寅次郎様』（1994年）
  - フジテレビ系『Fighting Girl』（2001年）
  - アスミック・エースエンタテインメント映画 曽利文彦『ピンポン』（2002年）
  - 東宝映画 蜷川幸雄 『青の炎』（2003年）
  - TBS系『恋文 〜私たちが愛した男〜』（2003年）
  - フジテレビ系『ラストクリスマス』（2004年）
  - 松竹映画 小泉徳宏『タイヨウのうた』（2006年）
  - ワーナーブラザーズ映画 高橋伸之『キャッチ ア ウェーブ』（2006年）
  - TBS系『特急田中3号』（2007年）
  - フジテレビ系『太陽と海の教室』（2008年）
  - アニプレックス映画 青春ブタ野郎はゆめみる少女の夢を見ない (2019)
- コミック･アニメ･ゲーム
  - 西岸良平『鎌倉ものがたり』（1983年）
  - 井上雄彦『SLAM DUNK』（1990年）
  - 谷川史子『各駅停車 (漫画)』（1992年）
  - 北崎拓『なぎさMe公認』（1994年）
  - 三田紀房『甲子園へ行こう!』（2000年）
  - テレビ東京系アニメ『Cosmic Baton Girl コメットさん☆』
  - NHK-BS2衛星アニメ劇場『ふたつのスピカ』（2003年）
  - ゲーム『センチメンタルプレリュード』（2004年）
  - ゲーム『ホワイトブレス 〜絆〜』(2005年)
  - 吉田秋生『海街diary 1 蝉時雨のやむ頃』（2007年）
  - アニプレックス系アニメ『青春ブタ野郎はバニーガール先輩の夢を見ない』 (2018)
- 音楽
  - 文部省唱歌『鎌倉』
  - 三角錫子:詩/ジェレマイア・インガルス:曲『真白き富士の根（七里ヶ浜の哀歌）』
  - 西田幾多郎:詩/團伊玖磨:曲『七里ヶ浜』
  - 田村隆一:詩/平田陽子:曲『稲村ガ崎の夕陽』『夜の江ノ電』
  - 加山雄三:曲『七里が浜』
  - ASIAN KUNG-FU GENERATION 『腰越クライベイビー』『七里ヶ浜スカイウォーク』『稲村ヶ崎ジェーン』
  - ガールズ・ING (AKB48) 『嘘でしょ?〜七里ガ浜の七不思議〜』
  - 渡辺大地 『七里ヶ浜』 - 鎌倉高校前〜江ノ電から見える風景〜、収録曲
  - 小川コータ&とまそん　『七里ヶ浜』 - 海街電車2、収録曲
  - 石田ショーキチ　『七里ガ浜AWAY』-映画　家族の地図エンディングテーマ

## その他

### 日本郵便
| 町丁       | 郵便番号 | 集配局     |
| ---------- | -------- | ---------- |
| 七里ガ浜   | 248-0026 | 鎌倉郵便局 |
| 七里ガ浜東 | 248-0025 | 鎌倉郵便局 |

## 関連文献
- 「深澤庄 七里濱」『大日本地誌大系』 第40巻新編相模国風土記稿5巻之105村里部鎌倉郡巻之37、雄山閣、1932年8月。NDLJP:1179240/93。